# Eugène Berthelon

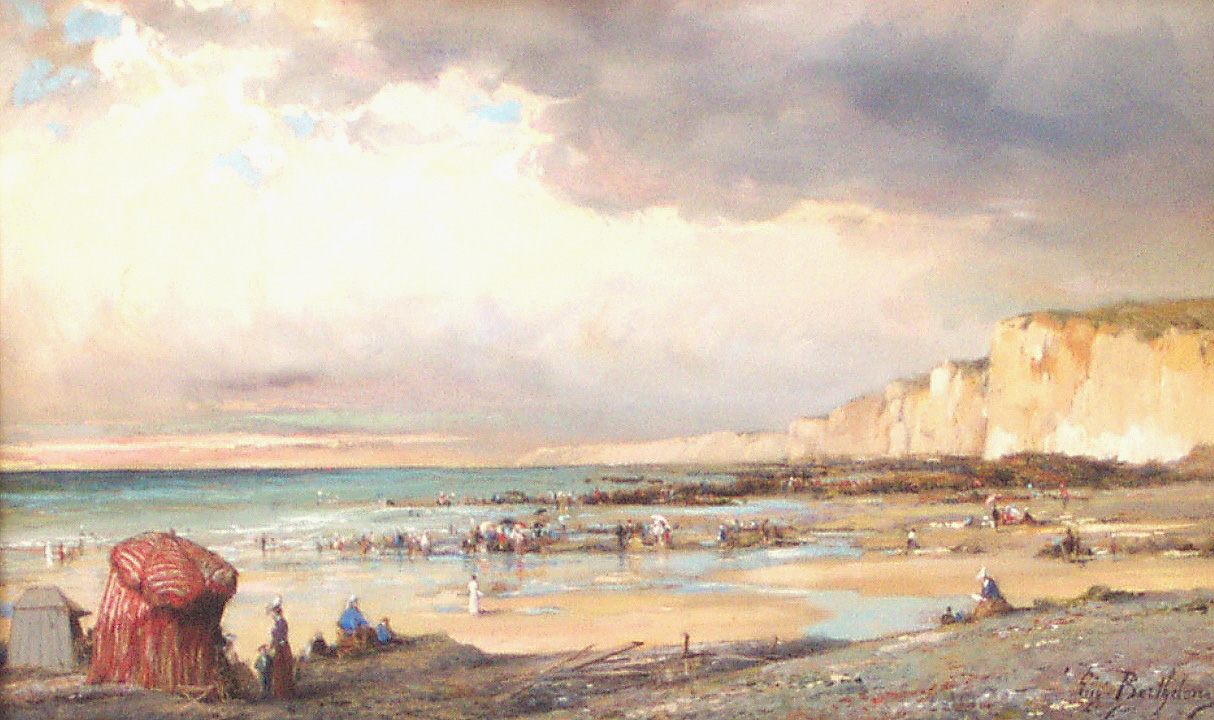
Loisirs sur une plage de Normandie, par Eugène Berthelon.

Eugène Berthelon, né le 17 novembre 1829 à Paris et mort le 17 octobre 1916 à Paris 9ème, est un peintre français.

## Biographie
Eugène Berthelon est un élève d'Eugène Lavieille et d'Étienne-Prosper Berne-Bellecour.
Peintre paysagiste et de marines, il a peint dans la vallée de la Bièvre, dans la forêt de Fontainebleau, en Normandie ou en Bretagne (Le Tréport, Saint-Malo, La Somme).
Il expose au Salon de 1864 à 1880, et au Salon des artistes français de 1881 à 1914.
En 1880, il demeure à Paris au no 7 rue Pigalle, en 1887, au no 12 boulevard de Clichy, en 1896 au no 7 rue Alfred-Stevens, puis par la suite au no 35 boulevard de Rochechouart.

## Collections publiques
- Roubaix : La barque de pêche abandonnée (Salon des artistes français, 1889)
- Rouen : Plaine à Pont-de-l'Arche ; Sous-bois (Forêt de Fontainebleau)
- Senlis : Ancienne jetée du Tréport, un jour de tempête (Salon des artistes français, 1886)
- Gray (Haute-Saône), musée Baron-Martin : Les thoniers, par vent frais, huile sur toile

## Salons
- 1865 : Chemin de Bièvres à la route de Versailles ; Matin dans la vallée de Bièvres près de Jouy
- 1866 : Le Soir, à Jouy-en-Josas (Seine-et-Oise) ; Moulin de Vauboyen, vallée de la Bièvre (Seine-et-Oise)
- 1868 : Un Soir après l’orage à Vauboyen
- 1870 : Vue prise au Chesnay, près Versailles ; Vue prise à Fontainebleau, près du Charlemagne
- 1879 : Les Bords de la Seine à Épône (Seine-et-Oise) ; Avant l’orage, à Saint-Pierre-Louvier (Seine)
- Salon des artistes français :
  - 1886 : Ancienne jetée du Tréport, un jour de tempête
  - 1889 : La Barque de pêche abandonnée
  - 1890 : Vue prise à Pougues-les-Eaux (Nièvre) ; Calme plat ; Marine
  - 1891 : Mer démontée; Le dernier Rentrant ; Les derniers Rayons, aux étangs de Mortfontaine
  - 1908 : Marée basse au Tréport[3] ; Une ferme à Auvers-sur-Oise
- Salon de Lille de 1866 : Le soir, à Jouy-en-Josas (Seine-et-Oise) ; Moulin de Vauboyen, vallée de la Bièvre (Seine-et-Oise)
- Salon de Lyon de 1898 : Forêt de Fontainebleau, au Mont-Ussy, automne ; Gros temps pendant les travaux de la jetée au Tréport
- Salon de Nantes :
  - 1886 : Près de la plage ; Ancienne jetée du Tréport un jour de tempête
  - 1898 : La Jetée au Tréport (tempête) ; Soleil couchant (marine)
  - 1904 : Gros temps ; Marée basse au Tréport

## Récompenses
- 1879 : Mention honorable (Le Salon)
- 1886 : Médaille de 3e classe (Salon des artistes français)
- 1889 : Médaille de 2e classe (Salon des artistes français) ; Médaille d’argent (Exposition universelle)